# Adavisomapur, Gadag
Adavisomapur là một làng thuộc tehsil Gadag, huyện Gadag, bang Karnataka, Ấn Độ.